# Gieorgijewsk
Gieorgijewsk, Georgijewsk (ros. Георгиевск) – miasto w Rosji, w Kraju Stawropolskim, nad rzeką Podkumok, siedziba administracyjna rejonu gieorgijewskiego. Ośrodek przemysłu metalowego, elektronicznego, biochemicznego, lekkiego i spożywczego; węzeł kolejowy. W mieście znajdują się m.in. zabytkowe budynki Gieorgijewskiego Towarzystwa Kredytowego, filii Azowsko-Czarnomorskiego Banku Handlowego, rady miasta (XIX w.), a także cerkiew św. Mikołaja z 1780 roku, ogród botaniczny i muzeum krajoznawcze.

## Demografia
W 2010 roku liczyło ok. 72,1 tys. mieszkańców.
W 2021 roku liczyło ok. 65 tys. mieszkańców.

## Historia
Miejscowość została założona w 1777 roku jako twierdza św. Jerzego (kriepost' Swiatogo Gieorgija). W 1783 roku podpisano w twierdzy traktat gieorgijewski o przekazaniu Gruzji Wschodniej pod protektorat rosyjski. W 1786 roku miejscowość otrzymała prawa miejskie. W latach 1802–22 była centrum guberni kaukaskiej.